# ایمرات (راینلاند-فالتس)
ایمرات (به آلمانی: Immerath) یک شهر در آلمان است که در فولکانایفل واقع شده‌است. ایمرات ۲۵۹ نفر جمعیت دارد.